# 方幼祥
方幼祥，字伊烺（1904年5月24日—1943年），福建福州人，三山善社社員，台灣日治時期福州留台抗日人士，1943年被日本警察逮捕，受刑後去世。

## 生平
方幼祥世居於福建省閩侯縣的洗馬橋附近，晚清與其父方禎祥來台旅居，其母亲是齊氏三嫂，方幼祥是他们三子中的长子。
娶妻何依妹，育有2子2女。方幼祥身高170公分、身體壯碩、個性堅強、教養甚嚴、領導力強。
在日治時期，方幼祥來台經營方仁記牙刷店。當時台灣為清廷割讓予日本統治，劃歸日本國土，所以往返大陸與台灣兩地視同兩國，均須辦理護照出入。
中日八年战争開打時，有許多閩南人無法返回家鄉而被扣留在台。方幼祥因早年參加「中華會館」，又為台北「三山善社」負責人，後受台灣「中華總會館」（海內外華僑所成立的全球性團體）主席易炳漢指示，於抗戰期間加入「抗日救國會」，幫助滯留台灣的閩南人進行撤僑任務，並成功撤出達五萬多名華僑，甚得眾望，並利用「三山善社」名義辦理互助救濟工作，及興辦集資輾轉捐獻中央政府協助賑災；並連絡原住民，調查日軍重要物資所在，暗中配合準備起義。
1943年7月8日，因抗日行動事洩而被日警逮捕，經嚴刑拷供，於8月11日通知家屬准其釋回醫治，但數小時後即身亡，享年39歲。

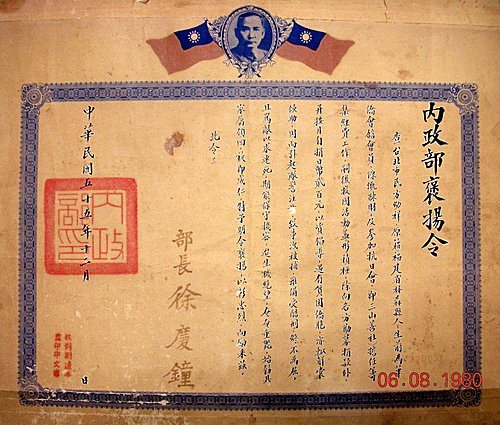
方幼祥褒揚令

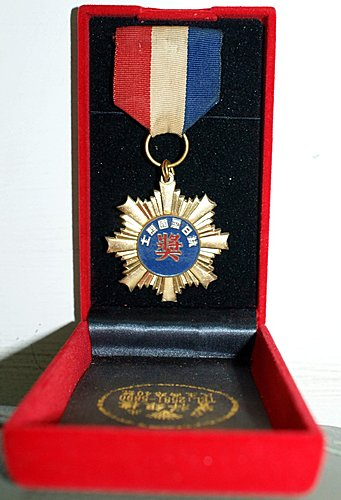
方幼祥抗日愛國烈士奬章

1966年12月，獲得中華民國內政部頒褒揚令與抗日愛國烈士奬章，入祀於台北大直忠烈祠。
其愛國事跡也刊登在《日據時期福州留台抗日愛國志士表揚專輯》。